# Дмитрієвка (Пономарьовський район)
Дми́трієвка (рос. Дмитриевка) — присілок у складі Пономарьовського району Оренбурзької області, Росія.

## Населення
Населення — 27 осіб (2010; 37 у 2002).
Національний склад (станом на 2002 рік):
- росіяни — 68 %